# Live in NYC '97
Pour les articles homonymes, voir Live in New York.
Albums de Johnny Winter
Hey, Where's Your Brother?
(1992) I'm a Bluesman
(2004)
Live In NYC '97, paru en 1998, est le cinquième album live de Johnny Winter.

## L'album
Il s'agit du premier album en public de Johnny depuis 1976. L'album a été enregistré les 14 et 16 avril 1997 au Bottom Line de New York. À l'exception d'un morceau, tous les titres de l'album sont des reprises. C'est le dernier album avec Tom Compton, qui accompagnait Johnny depuis 1988.

## Musiciens
- Johnny Winter : chant, guitare
- Mark Epstein : basse
- Tom Compton : batterie

## Les titres
| No | Titre                             | Durée |
| -- | --------------------------------- | ----- |
| 1. | Hideaway                          | 7:28  |
| 2. | Sen-Sa-Shun / Got My Mojo Working | 6:53  |
| 3. | She Likes to Boogie Real Low      | 6:39  |
| 4. | Black Jack                        | 8:21  |
| 5. | Just a Little Bit                 | 5:10  |
| 6. | The Sun Is Shining                | 6:14  |
| 7. | The Sky Is Crying                 | 7:19  |
| 8. | Johnny Guitar                     | 4:32  |
| 9. | Drop the Bomb                     | 5:18  |

## Informations sur le contenu de l'album
- She Likes to Boogie Real Low et Johnny Guitar sont issus de l'album Hey, Where's Your Brother?; tous les autres titres sont inédits en album.
- Hideaway est une chanson d'Hound Dog Taylor de 1957 popularisée en 1961 par Freddie King.
- Sen-Sa-Shun est une reprise de Freddie King (1961).
- Got My Mojo Working est une chanson d'Ann Cole de 1956 popularisée en 1957 par Muddy Waters.
- She Likes to Boogie Real Low est une reprise de Frankie Lee Sims (1957).
- Black Jack est une reprise de Ray Charles (1955).
- Just a Little Bit est une reprise de Rosco Gordon (1959).
- The Sun Is Shining est une reprise de Jimmy Reed (1957).
- The Sky Is Crying est une reprise d'Elmore James (1959).
- Drop the Bomb est une reprise de Ford "Snooks" Eaglin (1987).